# Rhynchocalamus melanocephalus
Rhynchocalamus melanocephalus är en ormart som beskrevs av Jan 1862. Rhynchocalamus melanocephalus ingår i släktet Rhynchocalamus och familjen snokar.
Arten förekommer med flera från varandra skilda populationer i Mellanöstern, på Sinaihalvön och fram till Armenien, Azerbajdzjan och nordvästra Iran. Den lever i låglandet och i bergstrakter upp till 1600 meter över havet. Rhynchocalamus melanocephalus vistas främst i fuktiga buskskogar. Den hittas även i öppna barrskogar, olivträdodlingar och annan odlingsmark. Individerna besöker övergivna byggnader. De gömmer sig i maj och juni under stenar. Under andra årstider gräver ormen i det översta jordlagret. Honor lägger ägg.
Regionalt hotas beståndet av intensivt bruk av betesmarker, av störningar från människor som samlar ved samt av terrängbilar. I lämpliga habitat är arten vanligt förekommande. IUCN kategoriserar arten globalt som livskraftig.

## Underarter
Arten delas in i följande underarter:
- R. m. melanocephalus
- R. m. satunini